# 1840 год в истории железнодорожного транспорта
1840 год в истории железнодорожного транспорта

## События
- В США началось регулярное обращение специальных вагонов для почтовых перевозок.[1]

## Персоны

### Родились
- Па́вел Никола́евич Ба́сов — генерал-майор, начальник Закаспийской железной дороги.